# ISO 37001
La Norma ISO 37001 Sistemas de gestión antisoborno, identifica un estándar de gestión con lo cual es usado para ayudar a las organizaciones en la lucha contra la corrupción mediante el establecimiento de una cultura de integridad, transparencia y cumplimiento. El sistema de gestión antisoborno puede ser un sistema independiente o integrado en un sistema de gestión ya implementado, como el Sistema de Gestión de Calidad ISO 9001. Una organización puede optar por implementar el sistema de gestión antisoborno junto con otros sistemas, o como parte de ellos, como los relacionados con la calidad, el medio ambiente y la seguridad. La implementación correcta proporciona la posibilidad de que la empresa sea certificada por un organismo de certificación acreditado internacionalmente.

## Fondo
El estándar fue desarrollado por el comité técnico de ISO ISO/TC 309, presidido por el abogado Neill Stansbury, y publicado por primera vez el 15 de octubre de 2016. El estándar se basó en la orientación existente de la Cámara de Comercio Internacional, Organización para la Cooperación Económica operación y desarrollo, Transparencia Internacional y otras organizaciones. La norma también incorporó una guía emitida por los principales reguladores internacionales, como el Departamento de Justicia de los EE. UU., La Comisión de Bolsa y Valores de EE. UU . y el Ministerio de Justicia del Reino Unido.
La norma fue adoptada por los gobiernos de Singapur y Perú para sus sistemas de gestión contra el soborno, y formó la base para el "Estándar de Shenzhen", un estándar oficial contra el soborno publicado por la ciudad de Shenzhen , China , en junio de 2017.

## Requisitos principales de la norma
La ISO 37001: 2016 adopta la "Estructura de alto nivel ISO (HSL)" en 10 capítulos en el siguiente desglose:
1. Propósito
2 estándares de referencia
3 Términos y definiciones
4 Contexto de la organización
5 liderazgo
6 planificación
7 soporte
8 actividades operativas
9 Evaluación de desempeño
10 mejora
El estándar sólo aborda los sistemas de gestión y no es un estándar integral contra el fraude o la corrupción. También contiene una gran cantidad de subjetividad ya que muchos requisitos están calificados por términos como "apropiado" y "razonable". Por lo tanto, el significado real y la relevancia de la certificación ISO 37001 depende en gran medida de la minuciosidad del organismo certificador.